# Droga wojewódzka nr 322
Droga wojewódzka nr 322 (DW322) – dawna droga wojewódzka, łącząca drogę wojewódzką nr 320 ze stacją kolejową Wrocław Osobowice. Cały przebieg drogi stanowiła ulica Lipska we Wrocławiu.
Droga na całej długości pozbawiona została kategorii drogi wojewódzkiej na mocy uchwały Sejmiku Województwa Dolnośląskiego z 12 września 2019 roku.